# 磁粉探傷試験
磁粉探傷試験（じふんたんしょうしけん）とは、材料の非破壊検査法の一種で、英語: MT（Magnetic Particle Testing）とも呼ばれる。強磁性体の材料のみ検査可能で、材料表面の開口欠陥（クラック）と表面直下の欠陥を探し出すことができる。

## 磁粉探傷検査
鉄鋼材料などの強磁性体を磁場の中に置くと、磁化された材料は材料の両端以外の連続した部分では、普通に材料内部に磁束が通り何も発生しないが、表面や内部に磁束を遮断する欠陥（クラック）があると、欠陥の両端に磁極（N極・S極）が現れ、磁束が表面空間に漏洩する。
この部分に、鉄粉または着色磁粉・蛍光磁粉などの検査液をかけると、磁極に吸引されて磁粉模様が形成され、欠陥の幅が拡大され、容易に欠陥の存在を見つけることができる。また欠陥部の磁粉の付着は、磁粉の特性と欠陥の漏洩磁場に支配され、これが大きいほど、磁粉に付着しやすい。
磁粉探傷検査の大きな流れは次の通り。
1. 前処理 - 洗浄
2. 磁化 - 磁化方法と磁化電流値を設定して材料を磁化
3. 磁粉の適用 - 磁化した材料に磁粉又は検査液をかける
4. 検査
5. 脱磁
6. 後処理 - 洗浄

まず、磁粉の付着の障害となる油脂・塗料・錆を溶剤などで除去し、乾燥させた後、電磁石を使用するか、又は電線の付いた電極を使用して磁化するのだが（使用される電気は直流又は交流）、クラックと磁束の方向が平行の場合は、欠陥の磁粉模様が得られないのでクラックと直角の方向に磁束を加える必要がある。材料に磁場を与える方法を磁化方法といい実用化されている方法として7つある。
磁化後の磁粉の適用は、磁場が加わっている状態で磁粉を振り掛ける連続法と、磁場を加えた後に磁場が持続している時に磁粉を振り掛ける残留法があり、磁粉を材料に振り掛ける方法としては、空気中に磁粉を分散させ振り掛ける乾式法と、水・白灯油などに磁粉を分散させ検査液として振り掛ける湿式法がある。
その後に検査に入り、目視により磁粉模様を見るのだが、蛍光磁粉の場合には、紫外線のみで構成される光であるブラックライトを用いて検査を行う。その後脱磁を行い、材料の磁場を取り除き、脱磁後の検査で残留磁気がないか点検を行ない、その後洗浄して、材料表面の蛍光磁粉や検査液を除去する。

## 関連会社
- シンドウ光学 - 紫外線内視鏡の制作販売。